# Vindecarea slăbănogului de la Scăldătoarea Betezda

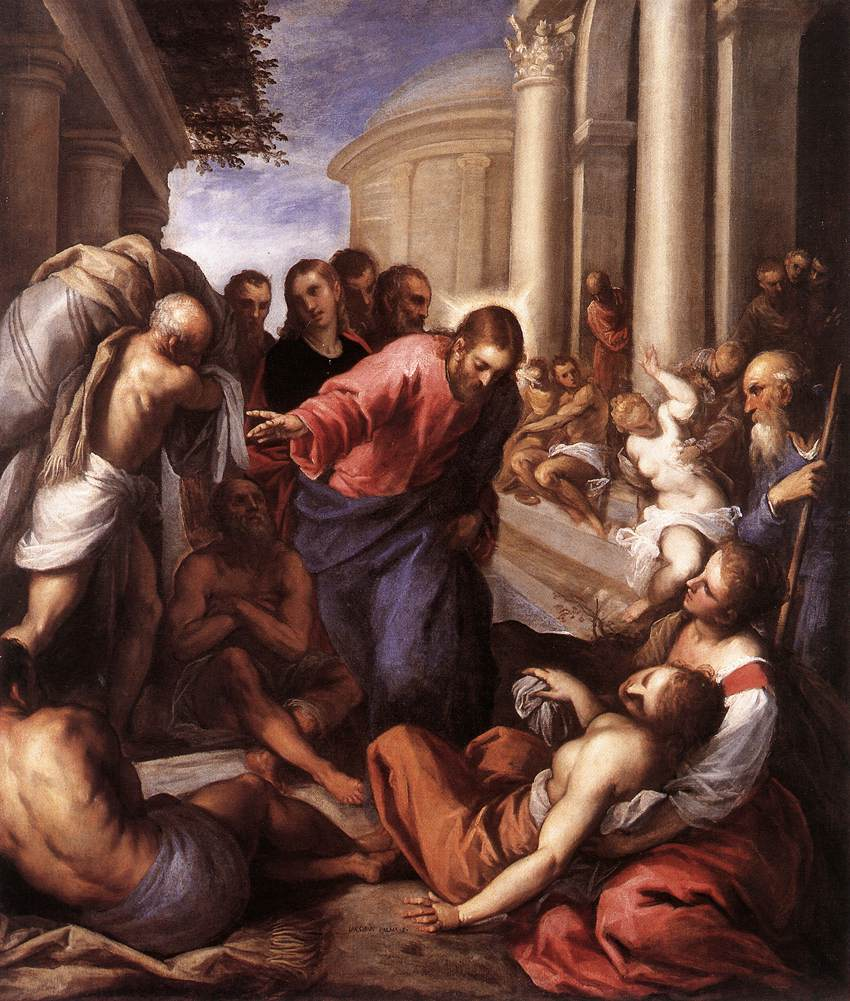
Cristos vindecând slăbănogul la Betezda, de Palma il Giovane, 1592.

Vindecarea slabănogului de la Scăldătoarea Betezda este una din minunile lui Iisus, consemnată numai în Evanghelia după Ioan (5:1-18).
În conformitate cu Evanghelia după Ioan, această minune a avut loc lângă Poarta Oilor din Ierusalim, la o scăldătoare (bazin cu apă), care în limba aramaică se numea Betezda. Acolo zăcea de obicei o mulțime de bolnavi — orbi, șchiopi, paralizați, așteptând mișcarea apei. Era acolo un slăbănog care era bolnav de treizeci și opt de ani. Iisus l-a văzut zăcând acolo și, știind că este așa încă de multă vreme, l-a întrebat: "Vrei să te faci sănătos?"
Doamne", i-a răspuns slăbănogul, "nu am om, care să mă arunce în scăldătoare, când se tulbură apa. Până ajung eu, altul se coboară înaintea mea."
Atunci Iisus i-a spus: "Ridică-te! Ia-ți patul și umblă." Și îndată omul s-a făcut sănătos; și-a luat patul și umbla.
Ziua în care a avut loc aceasta era o zi de Sabat (sâmbătă) și iudeii îi ziceau celui vindecat următoarele: "Este Sabatul; legile interzic să-ți cari patul."
Iar el le-a răspuns: "Cel care m-a făcut sănătos mi-a spus: Ia-ți patul și umblă."
Așa că ei l-au întrebat: "Cine este cel care ți-a spus să-ți iei patul și să umbli?"
Omul care fusese vindecat nu știa cine îl făcuse sănătos, căci Iisus s-a dat la o parte din mulțimea care era acolo.
Mai târziu, Iisus l-a găsit în templu și i-a spus: "Iată, te-ai făcut sănătos: Să nu mai păcătuiești ca să nu-ți fie mai rău." Omul s-a dus și le-a spus iudeilor că Iisus era cel care l-a făcut sănătos.